# Der Skelett-Mann

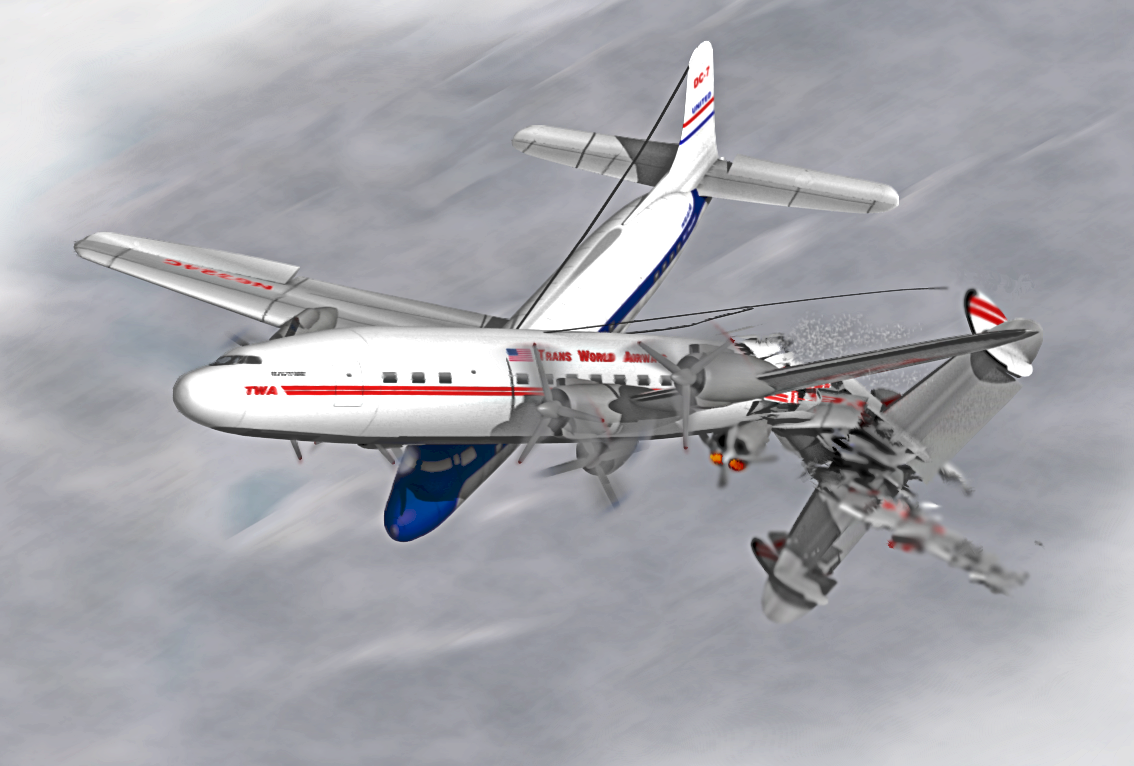
Zeichnerische Rekonstruktion der Flugzeugkollision über dem Grand Canyon am 30. Juni 1956

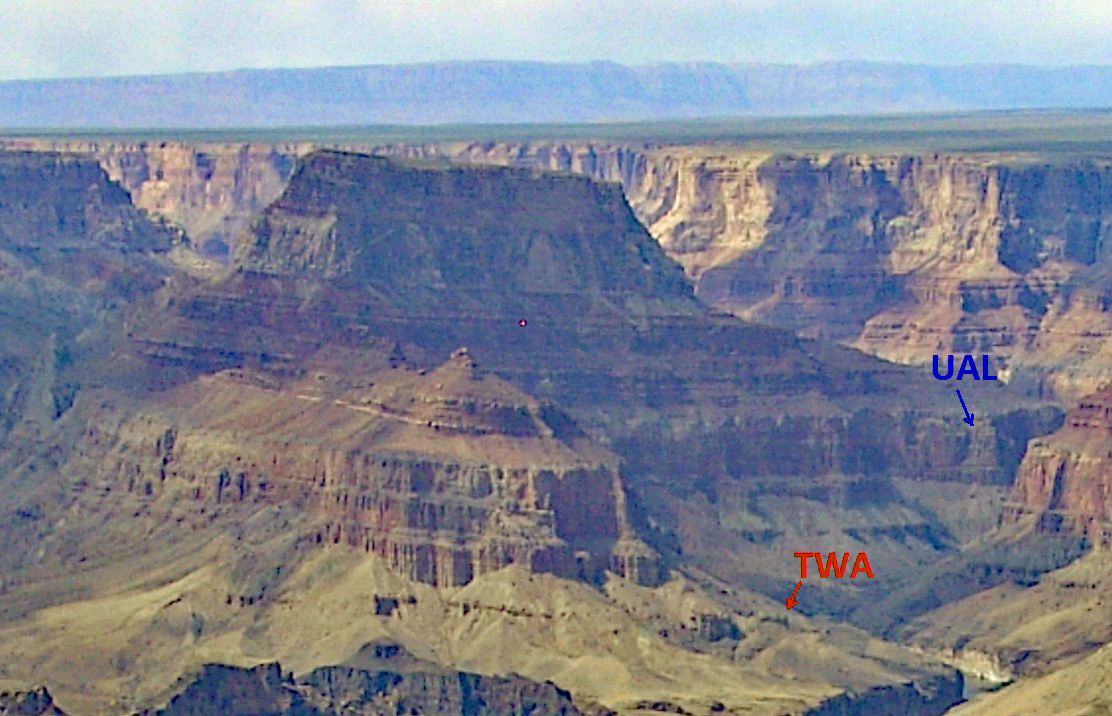
Absturzstellen im Grand Canyon

Der Skelett-Mann ist der 17. Kriminalroman in einer Serie von Tony Hillerman. Unter dem Titel Skeleton Man erschien er 2004 in englischer Sprache, deutschsprachig 2006 im Rowohlt Verlag.

## Hintergrund
Der Skelett-Mann ist ein Roman von Tony Hillerman aus seiner Serie um den in diesem Buch bereits pensionierten Polizisten und Ermittler Joe Leaphorn. Die Serie umfasst eine Reihe von Kriminalromanen, die anfangs überwiegend von dem ethnologischen Kontext, dem sozialen Ambiente in der Navajo Nation Reservation und deren Umgebung und der Spannung zwischen indianischer Kultur und „weißer“ Mehrheits-Zivilisation lebten. Diese Bindungen hat der Autor im Laufe der Serie zunehmend gelockert, im Vorgänger-Roman, Dunkle Kanäle, sogar aufgegeben. Mit Der Skelett-Mann kehrt er in diesen Zusammenhang zurück. Was er hier allerdings aufgibt, ist die Einbindung seiner Hauptakteure in die Navajo Tribal Police, die Polizei der Reservation. Die Hauptdarsteller ermitteln privat.
Am 30. Juni 1956 ereignete sich die Flugzeugkollision über dem Grand Canyon, ein Zusammenstoß zweier Passagierflugzeuge, bei dem 128 Menschen starben. Diesen Unfall wählte der Autor als fernen, historischen Anstoß für eine sich in der Gegenwart entfaltende Handlung.

## Personen

### Polizei und Ermittler
- Cowboy Dashee ist Hopi und ein langjähriger Freund von Jim Chee. Er arbeitet jetzt beim Bureau of Land Management und war früher stellvertretender Sheriff von Coconino County. Er ist ein Cousin von Billy Tuve.
- Sergeant Jim Chee ist ein Angehöriger der Navajo (auch: Dinee, „Volk“).  Chee ist tief in der Navajo-Kultur verwurzelt. Er arbeitet als Sergeant in der Dienststelle Shiprock der Navajo Tribal Police. Er und seine ehemalige Kollegin Bernadette Manuelito wollen heiraten.
- Bernadette Manuelito („Bernie“) ist ebenfalls Angehörige der Navajo. Sie hatte sich zur Grenzpolizei an die mexikanische Grenze versetzen lassen, ist jetzt aber dort beurlaubt und in die Reservation zurückgekehrt, um Jim Chee zu heiraten.
- Joe Leaphorn war Lieutenant (Leutnant) der Navajo Tribal Police und ist seit einiger Zeit pensioniert. Er ist ebenfalls Angehöriger der Navajo und war früher Vorgesetzter von Chee. Nach dem Tod seiner Frau einige Jahre zuvor und seiner Pensionierung ist er einsam und widmet sich aus Langeweile Ermittlungen. Er wohnt in Window Rock und ist mit der Ethnologin Louisa Bourebonette befreundet.

### Die anderen
- Billy Tuve, Cousin von Cowboy Dashee, seit einem Unfall in seiner Kindheit mental etwas zurückgeblieben, gerät in den Verdacht, ein Pfandleihhaus überfallen zu haben. Anlass ist ein wertvoller Diamant, den er für einen viel zu geringen Betrag zu verpfänden versucht und den er von einem alten Indianer im Tausch gegen einen Klappspaten erhalten haben will.
- John Clarke, Juwelenhändler von der Ostküste, befand sich mit einem Koffer voll Diamanten, der an seinem Handgelenk angekettet war, an Bord einer der 1956 über dem Grand Canyon abgestürzten Flugzeuge. Durch einen Zeugen weiß man, dass der abgetrennte Arm Clarkes mit dem Koffer im Fluss lag, dann aber verschwand. Es wird nach und nach klar, dass ein alter Indianer, der im Grand Canyon als Einsiedler lebte, den Arm und die Diamanten an sich genommen hatte.
- Joanna Craig weiß von ihrer Mutter, dass sie die Tochter von John Clarke ist. Er starb allerdings, bevor ihre Eltern heiraten konnten. Nur ein Gentest könnte den Beweis der Vaterschaft von John Clarke erbringen. Daran hängt ein riesiges Erbe, das sich derzeit in einer Stiftung befindet, die der Rechtsanwalt Dan Plymal verwaltet. Als Billy Tuve mit dem Diamanten auftaucht, schöpft sie Hoffnung, vielleicht für einen Gentest den Arm ihres Vaters bergen zu können.
- Der Anwalt Dan Plymal lebt nicht schlecht von der Stiftung, die er verwaltet, und setzt deshalb einen Agenten auf den Arm von John Clarke an, um diesen verschwinden zu lassen, falls er gefunden wird.
- Bradford Chandler (alias: Jim Belshaw) ist dieser Agent.
- Fred Sherman, pensionierter Polizist, aber locker im Umgang mit dem Recht, wird wiederum von Bradford Chandler zu seiner Unterstützung angeheuert.
- Louisa Bourebonette ist Ethnologie-Professorin an der Northern Arizona University. Sie sammelt indianische Überlieferungen und kann Joe Leaphorn telefonisch einige wichtige Hinweise geben.

## Handlung
Drei Gruppen versuchen, die 1956 verlorengegangenen Diamanten, respektive den Arm von John Clarke, zu finden:
- Cowboy Dashee, sein Freund Jim Chee und dessen Verlobte, Bernadette Manuelito, um Billy Tuve von dem Verdacht des Überfalls zu befreien.
- Joanna Craig, um ihre Herkunft nachweisen und das Erbe antreten zu können.
- Dan Plymal durch Bradford Chandler, um genau das zu verhindern.

Die Handlung läuft auf einen großen Showdown zwischen den Beteiligten im Grand Canyon zu.

## Wissenswert
In der deutschsprachigen Ausgabe ist der obere Rand der Buchseiten als Daumenkino gestaltet, bei dem die Silhouetten zweier Flugzeuge, einer Douglas DC-7 und einer Lockheed Super Constellation, der beiden Flugzeugtypen, die in den Unfall über dem Grand Canyon 1956 beteiligt waren, aufeinander zu rasen.

## Ausgaben
- Skeleton Man. HarperCollins, New York 2004, ISBN 0-06-056344-3.
- Der Skelett-Mann. Rowohlt Verlag, Reinbek bei Hamburg 2006, ISBN 3-499-24118-8.